# Каньйондам (Каліфорнія)
Каньйондам (англ. Canyondam) — переписна місцевість (CDP) в США, в окрузі Плумас штату Каліфорнія. Населення — 30 осіб (2020).

## Географія
Каньйондам розташований за координатами 40°10′12″ пн. ш. 121°4′37″ зх. д. / 40.17000° пн. ш. 121.07694° зх. д. (40.169939, -121.076839).  За даними Бюро перепису населення США в 2010 році переписна місцевість мала площу 2,01 км², уся площа — суходіл.

### Клімат
| Клімат : Каньйондам     | Клімат : Каньйондам | Клімат : Каньйондам | Клімат : Каньйондам | Клімат : Каньйондам | Клімат : Каньйондам | Клімат : Каньйондам | Клімат : Каньйондам | Клімат : Каньйондам | Клімат : Каньйондам | Клімат : Каньйондам | Клімат : Каньйондам | Клімат : Каньйондам | Клімат : Каньйондам |
| Показник                | Січ.                | Лют.                | Бер.                | Квіт.               | Трав.               | Черв.               | Лип.                | Серп.               | Вер.                | Жовт.               | Лист.               | Груд.               | Рік                 |
| Абсолютний максимум, °C | 19,4                | 22,2                | 28,9                | 30,6                | 35,0                | 38,9                | 40,0                | 40,0                | 36,7                | 35,0                | 23,3                | 20,0                | 40,0                |
| Середній максимум, °C   | 4,2                 | 6,6                 | 10,1                | 14,4                | 19,8                | 24,7                | 29,7                | 29,1                | 25,0                | 18,1                | 9,6                 | 4,6                 | 16,3                |
| Середній мінімум, °C    | −5,9                | −4,9                | −3,1                | −0,8                | 2,6                 | 5,9                 | 8,6                 | 7,7                 | 4,9                 | 1,3                 | −2,2                | −4,8                | 0,8                 |
| Абсолютний мінімум, °C  | −26,7               | −25,6               | −20,6               | −14,4               | −7,2                | −3,3                | −0,6                | −3,9                | −5,6                | −10,6               | −15,6               | −25,6               | −26,7               |
| Норма опадів, мм        | 169                 | 166                 | 128                 | 67                  | 41                  | 19                  | 5                   | 6                   | 17                  | 55                  | 111                 | 158                 | 943                 |
| Днів з опадами          | 12                  | 11                  | 11                  | 8                   | 6                   | 4                   | 1                   | 1                   | 2                   | 5                   | 9                   | 11                  | 81,0                |
| ----------------------- | ------------------- | ------------------- | ------------------- | ------------------- | ------------------- | ------------------- | ------------------- | ------------------- | ------------------- | ------------------- | ------------------- | ------------------- | ------------------- |
| Джерело: WRCC           |                     |                     |                     |                     |                     |                     |                     |                     |                     |                     |                     |                     |                     |

## Демографія
Згідно з переписом 2010 року, у переписній місцевості мешкала 31 особа в 17 домогосподарствах у складі 9 родин. Густота населення становила 15 осіб/км².  Було 27 помешкань (13/км²).
Расовий склад населення:
| - 83,9 % — білих - 9,7 % — корінних американців - 6,5 % — азіатів |

До двох чи більше рас належало 0,0 %. Частка іспаномовних становила 6,5 % від усіх жителів.
За віковим діапазоном населення розподілялося таким чином: 12,9 % — особи молодші 18 років, 74,2 % — особи у віці 18—64 років, 12,9 % — особи у віці 65 років та старші. Медіана віку мешканця становила 48,5 року. На 100 осіб жіночої статі у переписній місцевості припадало 121,4 чоловіків;  на 100 жінок у віці від 18 років та старших — 107,7 чоловіків також старших 18 років.
Цивільне працевлаштоване населення становило 13 особи. Основні галузі зайнятості: освіта, охорона здоров'я та соціальна допомога — 100,0 %.